# CP Ships
CP Ships (Canadian Pacific Ships) war bis 2006 eine kanadische Reederei mit Hauptsitz in Montreal. Das Unternehmen betrieb früher einen erfolgreichen Transpazifik- und Transatlantik-Passagierliniendienst. Ende 2005 wurde die Reederei von der damaligen TUI übernommen und in die Hapag-Lloyd integriert, die zu dem damaligen Zeitpunkt 100 % TUI gehörte. Heute existiert CP Ships selbst als Unternehmen nicht mehr.

## Geschichte
Die Eisenbahngesellschaft Canadian Pacific Railway stieg 1884 mit der Eröffnung von Diensten auf den Großen Seen in das Schifffahrtsgeschäft ein. 1887 richtete das Unternehmen einen Überseedienst von Vancouver aus nach Asien ein, zu Beginn mit gecharterter Tonnage. 1891 kamen dann erste Neubauten für das Unternehmen in Fahrt, mit diesen Schiffen wurde die für CP so typische Empress-Namensgebung eingeführt. 1901 kaufte CP die Canadian-Pacific Navigation Co. auf, und diese Firma wurde zum Markennamen für die Schifffahrtsaktivitäten der Firma ausgebaut. 1903 wurde der Atlantik-Service von der Elder Dempster & Company gekauft, und Canadian Pacific stieg in den Dienst von Nordamerika nach Europa ein. Seit dieser Übernahme begannen die Namen von CP-Schiffen mit dem Buchstaben M. Für die Schiffe der Reederei wurde ein ockerfarbener Schornstein zum Erkennungszeichen.
Die Transpazifik-Route verlief von Vancouver nach Yokohama-Shanghai-Hongkong mit gelegentlichen Stopps in Honolulu und Manila. Der 1903 eröffnete Transatlantik-Dienst verlief von Montreal nach Liverpool, in den Wintermonaten konnte auch Saint John Starthafen in Nordamerika sein. Dazu betrieb die Reederei auf den Großen Seen und entlang der kanadischen Küste Liniendienste. Für die Schiffe im Expressdienst wurde die Empress-Namensgebung verwendet und für die Liner in den langsameren Diensten kam die M-Namensgebung in Gebrauch. Letzteres wurde auch für die Frachter verwendet, bis dies Mitte der 1920er durch das Präfix Beaver..... abgelöst wurde.
1906 nahmen mit den Schwesterschiffen Empress of Britain (I) und Empress of Ireland die ersten 10000-Tonner für die Reederei den Betrieb auf. CP baute beständig seine Flotte von Passagier- und Frachtschiffen aus. Hohe Geschwindigkeiten waren für Canadian Pacific kein Thema, die Sicherheit ging vor. 1914 traf die Reederei ein herber Verlust, die Empress of Ireland war auf dem St.-Lorenz-Strom nach Kollision mit dem norwegischen Frachter Storstad gesunken. Der kurz darauf einbrechende Erste Weltkrieg bedeutete weitere Verluste für die Reederei. 1915 eröffnete CP einen gemeinsamen Atlantik-Liniendienst mit der Allan Line unter der Bezeichnung CP Ocean Service, und 1917 wurde der Partner aufgekauft. So waren die durch den Krieg entstandenen Schiffsverluste mehr als ausgeglichen. Die Reederei änderte ihren Namen 1921 in Canadian Pacific Steamships Ltd.
In den 1920ern wurde ein großes Neubauprogramm aufgelegt sowie einige ehemalige deutsche Schiffe übernommen. 1922 stellte CP mit der Empress of Canada (I) ihren ersten 20000-Tonner in Dienst und in den Jahren 1928 bzw. 1929 kamen mit den vier Herzoginnen – Duchess of Bedford. Duchess of Atholl, Duchess of York, Duchess of Richmond – weitere Schiffe dieser Größe in Fahrt. 1930 folgte mit der Empress of Britain (II, 42.348 BRT) die Krönung dieses Bauprogramms für den Transatlantik-Dienst, sie ist bis heute das größte je für CP gebaute Passagierschiff. Der Zweite Weltkrieg bedeutete den Verlust des Großteils der Flotte, darunter war auch das Flaggschiff der Reederei, die Empress of Britain.
Nach dem Krieg fand die Reederei eine gänzlich neue Entwicklung vor, das Flugzeug begann die Situation auf dem Nordatlantik grundlegend zu verändern. Canadian Pacific stellte dennoch in den 1950ern einige Neubauten in Dienst – 1956: Empress of Britain (III, 25585 BRT), 1957: Empress of England (25585) und 1961: Empress of Canada (III, 27284) –, doch es wurde immer unwahrscheinlicher, dass die Passagier-Liniendienste aufrechterhalten werden konnten. Zu Beginn der 1970er wurden alle Dienste eingestellt und die Schiffe verkauft, CP konzentrierte sich auf die Containerschifffahrt. 1978 zog sich Canadian Pacific ganz aus der Schifffahrt zurück und gründete stattdessen die Reederei Canada Maritime Ltd. (Canmar), bis 1995 war CP nur durch Canmar in der Schifffahrt vertreten.
Mitte der 1990er kaufte Canadian Pacific, neben Canada Maritime, in schneller Folge einige internationale Containerreedereien auf – 1995 CAST, London / 1997 Lykes Lines, Boston / 1997 Contship Containerlines, London / 1998 Australia-New Zealand Direct Lines (ANZDL), Wellington / 2000 TMM, Veracruz / 2002 Italia S.A.N., Genua. CP besaß nun eine Flotte von 80 Containerschiffen und gehörte somit zu den zehn größten Container-Reedereien der Welt. Die neuen Tochterunternehmen agierten weiterhin selbständig, und ihre jeweilige Namensgebung wurde beibehalten, die Unternehmen wurden aber in der Holding CP Ships zusammengefasst.
Durch einen Finanzskandal im Jahre 2003 / 2004 gab es einen Kursrutsch der Aktie. Schnell wurde CP Ships als potentieller Übernahmekandidat gehandelt. Anfang 2005 gab CP bekannt, dass alle Namen der Schiffe nun mit dem Präfix „CP....“ beginnen sollten, womit die Tochterreedereien praktisch aufgelöst werden sollten, um einen möglichen Verkauf schneller durchführen zu können. Ende August 2005 war das Angebot der TUI erfolgreich und wurde 2006 für 1,7 Milliarden USD vollzogen. Ein weiterer auch historisch großer Name ist somit aus der Schifffahrt verschwunden.

## Passagierschiffe
| Jahr        | Name                      | Tonnage    | Werft                                                    | Umbenennungen und Verbleib                                                              |
| 1891        | Empress of China (I)      | 5.905 BRT  | Naval Construction & Armament Company, Barrow-in-Furness | 1911 in der Bucht von Tokio gesunken / 1912 Bergung und Abbruch                         |
| 1891        | Empress of India (I)      | 5.905 BRT  | Naval Construction & Armament Company, Barrow-in-Furness | 1914 verkauft                                                                           |
| 1891        | Empress of Japan (I)      | 5.905 BRT  | Naval Construction & Armament Company, Barrow-in-Furness | 1922 aufgelegt / 1926 zum Abbruch verkauft                                              |
| 1903 (1901) | Lake Michigan             | 8.850 BRT  | Swan, Hunter & Co. Ltd., Newcastle                       | 1901: Elder, Dempster / 1903 an CP / 1918 torpediert und gesunken                       |
| 1903 (1901) | Lake Manitoba             | 8.850 BRT  | Swan, Hunter, Newcastle                                  | 1901: Elder, Dempster / 1903 an CP / 1904: 9674 BRT / 1918 außer Dienst                 |
| 1903 (1901) | Mount Temple              | 8.790 BRT  | Armstrong-Whitworth, Newcastle                           | 1901: Elder, Dempster / 1903 an CP / 1916 versenkt                                      |
| 1903 (1900) | Montreal (I)              | 8.850 BRT  | Swan, Hunter, Newcastle                                  | 1900: Elder, Dempster / 1903 an CP / 1918 gesunken                                      |
| 1903 (1899) | Lake Champlain            | 7.550 BRT  | Barclay, Curle and Company, Glasgow                      | 1899: Elder, Dempster / 1903 an CP / 1913 verkauft                                      |
| 1903 (1900) | Lake Erie                 | 7.550 BRT  | Barclay, Curle & Company, Glasgow                        | 1900: Elder, Dempster / 1903 an CP / 1913 verkauft                                      |
| 1903 (1897) | Milwaukee                 | 7.325 BRT  | Swan, Hunter & Company, Newcastle                        | 1897: Elder, Dempster / 1903 an CP / 1918 torpediert                                    |
| 1903 (1898) | Mount Royal               | 7.044 BRT  | Swan, Hunter & Company, Newcastle                        | 1898: Elder, Dempster / 1903 an CP / 1916 versenkt                                      |
| 1903 (1899) | Montezuma                 | 7.345 BRT  | Harland & Wolff, Belfast                                 | 1899: Elder, Dempster / 1903 an CP / 1915 an Royal Navy verkauft (Englishman)           |
| 1903 (1897) | Montrose (I)              | 5.440 BRT  | Sir Raylton Dixon and Company, Middlesbrough             | 1897: Elder, Dempster / 1903 an CP / 1903: 7094 BRT / 1914 gesunken                     |
| 1903 (1897) | Montcalm (I)              | 5.498 BRT  | Swan, Hunter, Newcastle                                  | 1897: Elder, Dempster / 1903 an CP / 1916 verkauft                                      |
| 1903 (1898) | Monterey                  | 5.498 BRT  | Swan, Hunter, Newcastle                                  | 1898: Elder, Dempster / 1903 an CP / 1903 gesunken                                      |
| 1903 (1898) | Montford                  | 5.498 BRT  | Swan, Hunter, Newcastle                                  | 1898: Elder, Dempster / 1903 an CP / 1918 torpediert und gesunken                       |
| 1903 (1898) | Monteagle (I)             | 5.498 BRT  | Swan, Hunter, Newcastle                                  | 1897: Elder, Dempster / 1903 an CP, 6163 BRT / 1923: Belton / 1926 außer Dienst         |
| 1903 (1900) | Monmouth                  | 4.078 BRT  | Sir Raylton Dixon and Company, Middlesbrough             | 1900: Elder, Dempster / 1903 an CP / 1919 verkauft                                      |
| 1906        | Empress of Britain (I)    | 14.191 BRT | Fairfield SB & Eng., Glasgow                             | 1924: Montroyal / 1930 außer Dienst                                                     |
| 1906        | Empress of Ireland        | 14.191 BRT | Fairfield SB & Eng. Co. Ltd., Glasgow                    | 1914 nach Kollision gesunken                                                            |
| 1913        | Empress of Russia         | 16.810 BRT | Fairfield SB & Eng., Govan                               | 1945 in Barrow ausgebrannt                                                              |
| 1913        | Empress of Asia           | 16.909 BRT | Fairfield SB & Eng., Govan                               | 1942 in Singapur durch japanische Flugzeuge versenkt                                    |
| 1914        | Missanabie                | 12.469 BRT | Barclay, Curle & Co., Glasgow                            | 1918 torpediert und gesunken                                                            |
| 1915        | Metagama                  | 12.420 BRT | Barclay, Curle & Company, Glasgow                        | 1931 aufgelegt / 1934 zum Abbruch verkauft                                              |
| 1917 (1914) | Empress of France (I)     | 18.481 BRT | W. Beardmore & Sons, Glasgow                             | 1914: ex Alsatian, Allan Line / 1917 an CP / 1934 außer Dienst                          |
| 1917 (1907) | Marvale                   | 11.419 BRT | Barclay, Curle & Company, Glasgow                        | 1907: ex Corsican, Allan Line / 1917 an CP / 1923 gesunken                              |
| 1917 (1905) | Marloch                   | 10.629 BRT | Workman, Clark & Company, Belfast                        | 1905: ex Victorian, Allan Line / 1917 an CP / 1929 außer Dienst                         |
| 1917 (1900) | Marburn                   | 10.576 BRT | W. Denny & Bros., Dumbarton                              | 1900: ex Tunisian, Allan Line / 1917 an CP / 1928 außer Dienst                          |
| 1917 (1898) | Marglen                   | 10.322 BRT | Harland & Wolff, Belfast                                 | 1898: ex Scotian, Allan Line / 1917 an CP / 1926 außer Dienst                           |
| 1918        | Melita                    | 13.972 BRT | Barclay, Curle & Company, Glasgow                        | 1925: 15186 BRT / 1935 verkauft                                                         |
| 1918        | Minnedosa                 | 13.972 BRT | Barclay, Curle & Company, Glasgow                        | 1925: 15186 BRT / 1935 verkauft                                                         |
| 1921 (1906) | Empress of Scotland (I)   | 24.581 BRT | AG „Vulcan“, Stettin                                     | 1906: ex Kaiserin Auguste Viktoria Hapag / 1921 an CP / 1930 außer Dienst               |
| 1921 (1914) | Empress of Australia (I)  | 21.860 BRT | AG „Vulcan“, Stettin                                     | 1914: ex Tirpitz für Hapag / 1921 an CP / 1952 außer Dienst                             |
| 1921 (1907) | Montlaurier               | 17.082 BRT | J.C. Tecklenborg, Geestemünde                            | 1907: ex Prinz Friedrich Wilhelm NDL / 1921 an CP / 1925: Montnairn / 1929 außer Dienst |
| 1921 (1907) | Montreal (II)             | 9.720 BRT  | Blohm & Voss, Hamburg                                    | 1907: ex König Friedrich August Hapag / 1921 an CP / 1928 verkauft                      |
| 1921        | Montcalm (II)             | 16.418 BRT | Fairfield SB & Eng. Company, Glasgow                     | 1942 an Royal Navy verkauft                                                             |
| 1922        | Montclare                 | 16.318 BRT | Fairfield SB & Eng. Company, Glasgow                     | 1942 an Royal Navy verkauft                                                             |
| 1922        | Montrose (II)             | 16.402 BRT | Fairfield SB & Eng. Company, Glasgow                     | 1940 torpediert und gesunken                                                            |
| 1922        | Empress of Canada (I)     | 21.516 BRT | Fairfield SB & Eng. Company, Glasgow                     | 1943 torpediert und gesunken                                                            |
| 1928        | Duchess of Bedford        | 20.123 BRT | J. Brown & Company, Clydebank                            | 1948: Empress of France (II) / 1960 außer Dienst                                        |
| 1928        | Duchess of Atholl         | 20.119 BRT | W. Beardmore & Sons, Glasgow                             | 1942 torpediert und gesunken                                                            |
| 1929        | Duchess of York           | 20.021 BRT | J. Brown & Company, Clydebank                            | 1943 bei Vigo nach Bombentreffer gesunken                                               |
| 1929        | Duchess of Richmond       | 20.123 BRT | J. Brown & Company, Clydebank                            | 1947: Empress of Canada (II) / 1953 in Barrows ausgebrannt                              |
| 1930        | Empress of Japan (II)     | 26.032 BRT | Fairfield SB & Eng. Company, Glasgow                     | 1942: Empress of Scotland (II) / 1958 verkauft und bis 1966 als Hanseatic im Dienst     |
| 1931        | Empress of Britain (II)   | 42.348 BRT | J. Brown & Company, Clydebank                            | 1940 nach Bomben- und Torpedotreffer gesunken                                           |
| 1953 (1924) | Empress of Australia (II) | 19.379 BRT | Cammell Laird & Company, Birkenhead                      | 1924: ex De Grasse, CGT / 1953 an CP / 1956 verkauft                                    |
| 1956        | Empress of Britain (III)  | 25.585 BRT | Fairfield SB & Eng. Company, Glasgow                     | 1964 verkauft                                                                           |
| 1957        | Empress of England        | 25.585 BRT | Fairfield SB & Eng. Company, Glasgow                     | 1970 an Shaw, Savill & Albion verkauft                                                  |
| 1961        | Empress of Canada (III)   | 27.284 BRT | Vickers, Armstrong & Company, Newcastle                  | 1972 an Carnival Cruise Lines verkauft                                                  |

## Frachtschiffe
| Jahr        | Name            | Tonnage    | Werft | Umbenennungen und Verbleib                                                   |
| 1915        | Medora          | 5.135 BRT  | k. A. | 1918 torpediert und gesunken                                                 |
| 1915        | Mattawa         | 4.928 BRT  | k. A. | 1923: Berwyn / 1928 verkauft                                                 |
| 1916        | Miniota         | 4.928 BRT  | k. A. | 1917 torpediert und gesunken                                                 |
| 1917        | Methven         | 4.700 BRT  | k. A. | 1923: Borden / 1926 verkauft                                                 |
| 1918        | Brecon          | 6.650 BRT  | k. A. | 1928 verkauft                                                                |
| 1918        | Bredon          | 6.650 BRT  | k. A. | 1928 verkauft                                                                |
| 1918        | Bawtry          | 5.692 BRT  | k. A. | 1927 verkauft                                                                |
| 1918        | Bedwyn          | 5.038 BRT  | k. A. | 1923: Balfour / 1928 verkauft                                                |
| 1918        | Batsford        | 4.782 BRT  | k. A. | 1927 verkauft                                                                |
| 1919        | Bosworth        | 6.723 BRT  | k. A. | 1928 verkauft                                                                |
| 1919        | Bothwell        | 6.723 BRT  | k. A. | 1929 aufgelegt / 1933 Abbruch                                                |
| 1920        | Bolingbroke     | 6.608 BRT  | k. A. | 1929 aufgelegt / 1933 Abbruch                                                |
| 1923        | Bruton          | 6.224 BRT  | k. A. | 1925 verkauft                                                                |
| 1928        | Beaverford (I)  | 10.042 BRT | k. A. | 1940 im Atlantik durch dt. Panzerschiff Admiral Scheer gekapert und versenkt |
| 1928        | Beaverhill      | 10.042 BRT | k. A. | 1944 gestrandet / gesunken                                                   |
| 1928        | Beaverburn (I)  | 9.957 BRT  | k. A. | 1940 torpediert und gesunken                                                 |
| 1928        | Beaverbrae (I)  | 9.957 BRT  | k. A. | 1941 torpediert und gesunken                                                 |
| 1928        | Beaverdale      | 9.957 BRT  | k. A. | 1941 torpediert und gesunken                                                 |
| 1946        | Beaverford (II) | 9.881 BRT  | k. A. | 1962 verkauft                                                                |
| 1946        | Beaverburn (II) | 9.881 BRT  | k. A. | 1960 verkauft                                                                |
| 1946        | Beaverglen      | 9.881 BRT  | k. A. | 1963 verkauft                                                                |
| 1947        | Beaverlake      | 9.881 BRT  | k. A. | 1962 verkauft                                                                |
| 1947        | Beavercove      | 9.881 BRT  | k. A. | 1963 verkauft                                                                |
| 1948 (1938) | Beaverbrae (II) | 9.034 BRT  | k. A. | 1938: ex Huascaran, Hapag / 1948 an CP / 1954 verkauft                       |
| 1952        | Beaverlodge     | 9.904 BRT  | k. A. | 1960 verkauft                                                                |
| 1961        | Beaverfir       | 4.539 BRT  | k. A. | 1972 verkauft                                                                |
| 1962        | Beaverpine      | 4.514 BRT  | k. A. | 1971: CP Explorer (I) / 1973 verkauft                                        |
| 1962        | Beaverelm       | 3.959 BRT  | k. A. | 1971 verkauft                                                                |
| 1963        | Beaverash       | 4.529 BRT  | k. A. | 1969 verkauft                                                                |
| 1965        | Beaveroak       | 6.165 BRT  | k. A. | 1970: CP Ambassador (I) / 1973 verkauft                                      |

## Containerschiffe
| Jahr        | Name                   | IMO-Nummer | Tonnage   | TEU       | Werft                                  | Umbenennungen und Verbleib |
| 1971        | CP Trader              | 7046015    | 15.680 GT | 779 TEU   | Cammell Laird, Birkenhead              | 1982 Andes Trader, 1986 San Lorenzo, 1994 Canmar Spirit, ab 12. Mai 2001 in Alang verschrottet |
| 1978        | Canmar Triumph         | 7718620    | 16.680 GT | 1061 TEU  | Namura Shipbuilding Company, Namura    | 1978 Seatrain Independence, 1981 Seapac Independence, 1981 Dart Americana, 1987 American Senator, 1989 CMB Marque, 1990 Canmar Triumph, 2005 CP Triumph, 2009 Mica, ab 9. August 2009 verschrottet |
| 1978        | Canmar Force           | 7435292    | 16.680 GT | 1061 TEU  | Namura Shipbuilding Company, Namura    | 2005: CP Force / MSC Denisse / verschrottet |
| 1979        | Canmar Conquest        | 7718632    | 16.680 GT | 1061 TEU  | Namura Shipbuilding Co. Ltd., Namura   | 1979 Seatrain Yorktown / 1981 Darth Continent / 1987 Continent / 1990 CMB Mallet / 1991 Sea Pride / 1994 Canmar Conquest / 2002 Elisa B /2005: CP Conqueror / 2011 Scorpius / verschrottet |
| 1979        | Canmar Valour          | 7718644    | 16.680 GT | 1061 TEU  | Namura Shipbuilding Company, Namura    | 2005: CP Valour / vor Faial (Azoren) gestrandet; 2006 abgeschleppt, aufgegeben und gesunken |
| 1979        | Canmar Glory           | 7816824    | 16.680 GT | 1061 TEU  | Namura Shipbuilding Company, Namura    | 1979 Seatrain Saragota / 1980 TFL Jefferson/ 1986 Jefferson / 1988 Asian Senator / 1990 CMB Mover / 1990 CMB Monarch / 1991 Sea Falcon / 1994 Canmar Glory / 2005: CP Glory / Glory / verschrottet |
| 1979        | Canmar Victory         | 7718656    | 16.680 GT | 1061 TEU  | Namura Shipbuilding Company, Namura    | 1979 Seatrain Chesapeake / 1981 Darth Atlantica / 1987 Singapur Senator / 1989 American Senator / 1990 Canmar Victory / 2005: CP Victory / 2006 Victory / verschrottet |
| 1995 (1985) | CAST Progress          | 8609254    | 41.023 GT | 2100 TEU  | Tsuneishi Shipbuilding Corporation     | 1985: Astro Prospery / 1996 Alligator Reliance / 2001 CAST Progress / 2003 Lykes Hero / 2005 CP Hero / 2006 Hero / 2011 Heron / 2011 abgewrackt |
| 1995 (1983) | CAST Power             | 8103406    | 32.152 GT | 1950 TEU  | Sumitomo Heavy Industries              | 1983 America Maru / 1990 Alligator Excellence / 1995 Canmar Success / 1998 Contship Success / 1999 CAST Power / 2003 Montreal Senator / 2005 CP Power / 2006 Power / 2012 Tower / 2012 in Alang verschrottet                                                                                               |
| 1995 (1983) | CAST Performance       | 8204626    | 32.152 GT | 1950 TEU  | Sumitomo Heavy Industries              | 1983: Tokyo Maru / 1990 Alligator Joy / 1995 Canram Endeavour / 1998 Contship Endeavour / 1999 CAST Performance / 2003 Canmar Endurance / 2005 CP Endurance / 2006 Endura / 2012 Endurance / 2012 Abbruch in Alang                                                                                         |
| 1995 (1978) | CAST Privilege         | 7529122    | 26.383 GT | 1737 TEU  | Bremer Vulkan, Vegesack                | 1978: Dart Canada / 1981 Canadian Explorer / 1990 OOCL Bravery / 1998 Canmar Bravery / 1999 Cast Privilege / 2001 Canmar Bravery / 2005 CP Bravery / 2006 Bravery / 2006 Siu / verschrottet |
| 1996        | Canmar Courage         | 9108130    | 33.735 GT | 2400 TEU  | Daewoo SB & Marine Eng. Company, Okpo  | 2003 Cast Prominence / 2005 Lykes Performer / 2005: CP Performer / 2006 Valencian Express / In Dienst |
| 1996        | Canmar Fortune         | 9108128    | 33.735 GT | 2400 TEU  | Daewoo SB & Marine Eng. Company, Okpo  | 2003 Cast Prospect / 2005 CP Prospect / 2006 Lisbon Express / In Dienst |
| 1997 (1987) | James Lykes            | 8413239    | 39.132 GT | 3010 TEU  | Mitsui Eng. & SB Co. Ltd., Tamano      | 1987 President Harding / 1996 Margaret Lykes / 1998 Lykes Discoverer / 2005: CP Discoverer / 2006 Lilly 2 / Helsinki Express / verschrottet |
| 1997 (1987) | Genevieve Lykes        | 8413277    | 39.132 GT | 3010 TEU  | Mitsui Eng. & SB Company, Tamano       | 1987 Doktor Lykes / 1987 President Arthur / 1996 Genevieve Lykes / 1998: Lykes Explorer / 2005: CP Explorer (II) / 2006 Copenhagen Express / 2010 Lilly 4 / 2010 in Alang verschrottet |
| 1997 (1987) | Almeria Lykes          | 8413289    | 39.132 GT | 3010 TEU  | Mitsui Eng. & SB Company, Tamano       | 1987 President Buchanan / 1996 Almeira Lykes / 1997 Almeria Lykes / 1998: Lykes Navigator / 2005: CP Navigator / 2007 Lilly 3 / 2010 Oslo Express / 2010 Abbruch in Alang |
| 1997 (1987) | Stella Lykes           | 8415952    | 39.132 GT | 3010 TEU  | Mitsui Eng. & SB Company, Tamano       | 1987 President Garfield / 1996 Stella Lykes / 1997: Lykes Liberator / 2005: CP Liberator / 2006 Gotheburg Express / 2010 Abbruch in Alang |
| 1997 (1996) | Contship Action        | 9122215    | 31.730 GT | 2758 TEU  | Samsung SB & Heavy Ind. Company, Koje  | 1996: / 1997 CP / 2003 Norasia Tegesos / 2009 Tegesos / verschrottet |
| 1997 (1996) | Contship Ambition      | 9122203    | 31.730 GT | 2758 TEU  | Samsung SB & Heavy Ind. Company, Koje  | 1996: / 1997 CP / 2002 Telamon / 2004 Norasia Telamon / 2007 Nautic / 2010 Tara / 2010 Pisti / 2015 Isti / 2016 Abbruch in Alang |
| 1997 (1996) | Contship Spirit        | 9153381    | 31.730 GT | 2758 TEU  | Samsung SB & Heavy Ind. Company, Koje  | 1997 CP / 2003 Maersk Nntes / 2007 MSC Cristobal / 2009 Michaela S / 2015 Ela S / 2016 Abbruch in Alang |
| 1997 (1996) | Contship Nobility      | 9128192    | 31.730 GT | 2758 TEU  | Samsung SB & Heavy Ind. Company, Koje  | 2003 Contship Brisbane / 2003 P&O Nedlloyd Newark / 2005 YM Ibiza / 2010 Conti Brisbane / 2013 Oel Dubai / 2017 Abbruch in Alang |
| 1997 (1996) | Contship Optimism      | 9128207    | 31.730 GT | 2758 TEU  | Samsung SB & Heavy Ind. Company, Koje  | 2002 Conti Albany / 2003 ANL Albany / 2003 Conti Albany / 2006 Emirates Spring / 2009 Conti Albany / 2010 MSC Fuji / 2014 Abbruch in Alang |
| 1997 (1996) | Contship Romance       | 9124500    | 31.730 GT | 2758 TEU  | Samsung SB & Heavy Ind. Company, Koje  | 1996: / 1997 Contship Romance / 2003 MSC Kirari / 2011 Conti Esperance / Rance / verschrottet |
| 1997 (1996) | Contship Vision        | 9128180    | 31.730 GT | 2758 TEU  | Samsung SB & Heavy Ind. Company, Koje  | 1996: / 1997 CP / 2003 Conti Wellington / 2003 Indamex Alabama / 2004 CMA CGM Alabama / 2013 Conti Wellington / 2014 in Gadani verschrottet |
| 1997        | Contship Champion (I)  | 9137909    | 31.730 GT | 2758 TEU  | Samsung SB & Heavy Ind. Company, Koje  | 1997 Telendos / 1997 CP / 2002 Indamex Delaware / 2004 CMA CGM Daardanelles / 2008 Nangjing Dragon / 2012 Champion / 2012 Champion 1 / 2012 Abbruch in Alang |
| 1997        | Lykes Falcon           | 9134610    | 22.000 GT | 2.100 TEU | k. A.                                  | 1997 CSAV Rimac / 2000 CP / 2002 CMA CGM Acaju / 2009 Champion / 2016 Champ / 2016 Abbruch in Chittagong |
| 1997 (1994) | Contship Sydney        | 9062984    | 23.540 GT | 2078 TEU  | Stocznia Gdanska, Gdynia               | 1994 Contship Sydney / 1997 CP / 1998Coral Seatel / 1998 P&O Nedlloyd Mellbour / 2001 Timm Guadalajara / 2003 Canmar Dynasty / 2005: CP Dynasty / 2006 Sydney Express / 2015 MSC Hina |
| 1997 (1995) | Contship Melbourne     | 9062996    | 23.540 GT | 2078 TEU  | Stocznia Gdanska, Gdynia               | 1995 Contship Melbourne / 1997 CP / 1997 CMBT Melbourne / 1997 Pax / 1998 P&O Nedlloyd Yafo / 1999 P&O Nedlloyd Bandar / 2001 Lykes Voyager / 2005 CP Voyager / 2006 Fremantle Express / 2015 MSC Mila 3                                                                                                   |
| 1997        | Contship London        | 9152739    | 26.131 GT | 2124 TEU  | China SB Corporation, Kaohsiung        | CP London (2005) → Alexandra Rickmers (2006) → Alexandra Rickmers I (2017) → 2017 Abbruch in Gadani |
| 1997 (1984) | Lykes Osprey           | 8303147    | 16.517 GT | 1160 TEU  | Bremer Vulkan, Vegesack                | 1984: / 1997 CP / 2001 Heicon / 2001 MSC Patagonia / 2004 Lykes Osprey / 2006 Pacific Osprey / 2009 verschrottet |
| 1997 (1989) | Lykes Sprinter         | 8922539    | 11.000 GT | 800 TEU   | k. A.                                  | 1989: Lukhovitsy / 1996 Altair Star / 1997 CP / 1997 Bremer Trader / 1999 Sandra Delmas / 2000 Hanseatic Trader / 2001 Lykes Sprinter / 2006 Atlantic Trader / 2014 Abbruch in Chittagong |
| 1997 (1990) | Lykes Raider           | 8811704    | 1.1000 GT | 800 TEU   | k. A.                                  | 1990: Kislovodsk / 1996 Barbara L / 1997 Bremer Voyager / 1998 Nordana Successor/ 1999 Seaboard Venezuela / 2000 Nota Libre / 2000 Global Brazil / 2001 Lykes Raider / 2005 Shahrazade Dream / 2009 Young An Men / 2012 in Alang verschrottet                                                              |
| 1997 (1990) | Lykes Winner           | 8811699    | 11.000 GT | 800 TEU   | k. A.                                  | Alioth Star / 1997 Global Hawk / 1998 Nordana Kampala / 1999 Thorshope / 2000 Lykes Winner / 2004 OBL Winner / 2005 Aladdin Dream / 2009 Atantic Nyala / 2015 Abbruch in Chittagong |
| 1997 (1990) | Lykes Inspirer         | 8811716    | 11.000 GT | 800 TEU   | k. A.                                  | 1990: / 1997 CP / Krasnodon / 1996 Elena K / 1998 Res Cogitans / 1999 Thorslake / 2000 Lykes Inspirer / 2004 Res Cogitans / 2004 OBL Mariner / 2005 Sinbad Dream / 2009 Atlantic Eland / 2015 Abbruch in Alang                                                                                             |
| 1997 (1992) | Lykes Runner           | 8902307    | 11.000 GT | 800 TEU   | k. A.                                  | 1992 Krasnograd / 1992 Beloostrov / 1997 CP / 1998 Nordana Kigoma / 1999 Nordana Surveyor / 2001 Lykes Runner / 2004 Atlantic Runner / 2017 Abbruch in Alang |
| 1997 (1992) | Lykes Energizer        | 8902292    | 11.000 GT | 800 TEU   | k. A.                                  | 1992 Kovrov 1997 Thorsrider / 1997 CP / 2000 Lykes Energizer / 2004 Atlantic Navigator / 2016 Abbruch in Chittagong |
| 1998        | Contship Rome          | 9152753    | 26.131 GT | 2124 TEU  | China SB Corp., Kaohsiung              | 2005: CP Rome / 2006 Aenne Rickmers, 2016 Aenne / 2016 Abbruch in Alang |
| 1998        | Contship Wellington    | 9152765    | 26.131 GT | 2124 TEU  | China SB Corp., Kaohsiung              | 2002: Direct Kea / 2005: CP Kea / 2015 Abbruch in Alang |
| 1998        | Contship Auckland      | 9160396    | 26.131 GT | 2124 TEU  | China SB Corp., Kaohsiung              | 2005: CP Auckland / 2005 CMA CGM Buenos Aires / 2013 Patricia Rickmers / 2016 Abbruch in Alang |
| 1997        | Contship Washington    | 9152741    | 26.131 GT | 2124 TEU  | China SB Corp., Kaohsiung              | 2002 Direct Tui / 2005 CP Tui / 2006 Kota Manis / 2012 Albert Rickmers / 2016 Abbruch in Alang |
| 1998        | Canmar Pride           | 9165358    | 39.174 GT | 2808 TEU  | Daewoo SB & Marine Eng. Co. Ltd., Okpo | 2005: CP Pride / 2006 Mississauga Express, 2023 Abbruch in Aliağa |
| 1998        | Canmar Honour          | 9165360    | 39.174 GT | 2808 TEU  | Daewoo SB & Marine Eng. Co. Ltd., Okpo | 2005: CP Honour / 2006 Ottawa Express / 2023 Abbruch in Aliağa |
| 1998 (1996) | CAST Premier           | 9112296    | 33.662 GT | 2330 TEU  | Samsung SB & Heavy Ind. Co. Ltd., Koje | 1996 OOCL Canada / 1998 CP / 2003 Cast Premier / 2005 Cielo di Los Angeles / 2005 CP Los Angreles / 2006 Milan Express / 2023 Abbruch in Aliağa |
| 1998 (1997) | Direct Condor (I)      | 9128465    | 15.988 GT | 1552 TEU  | Guangzhou-Wenchong Shipyard            | 1998 CP / 2000: Hansa Stavanger / 2003: Cap Pasado / 2004: Lykes Trader / 2005: Hansa Stavanger / 2013 Abbruch in Alang als Pearl |
| 1998 (1997) | Direct Jabiru (I)      |            | 18.283 GT | 1552 TEU  | Guangzhou-Wenchong Shipyard            | 1997: / 1998 CP / 2000 verkauft |
| 1998 (1997) | Direct Eagle           | 9151864    | 15.988 GT | 1552 TEU  | Guangzhou-Wenchong Shipyard            | 1998 CP / 2000: Kota Serikat / 2003: Koata Serikat / 2003: Hansa Narvik / 2016: Okee August / 2023 TJ Orhan |
| 1998        | Lykes Raven            | 9081019    | 15.859 GT | 1512 TEU  | Thyssen-Nordseewerke GmbH, Emden       | Francisco → Contship Brasil → San Francisco → Ivaran Raven → Lykes Raven → San Francisco → Maersk Apapa → Lykes Pilot → San Francisco, Sawasdee Jakarta, OEL Malaysia, SOL Malaysia |
| 1998        | Lykes Hawk             | 9081021    | 15.859 GT | 1512 TEU  | Thyssen-Nordseewerke GmbH, Emden       | Equinox (1995) → CGM Saint Exupery (1997) → Lykes Hawk (1998) → Maersk Abidjan (2000) → San Cristobal (2000) → Maersk Abidjan (2001) → San Cristobal (2004) → Sawasdee Singapore (2012) → 2024 verschrottet                                                                                                |
| 1998 (1996) | Lykes Eagle (I)        | 9119660    | 15.859 GT | 1512 TEU  | Thyssen-Nordseewerke GmbH, Emden       | 2002 verkauft Ivaran Eagle (1996) → Lykes Eagle (1999) → Columbus Mexico (2000) → San Felipe (2001) → Puerto Limon (2002) → San Felipe (2004) → Sawasdee Hongkong (2013) → Chindwin Star (2014) → BLPL Trust (2017)                                                                                        |
| 2000 (1994) | TMM Mexico             | 9051507    | 30.971 GT | 2394 TEU  | Astilleros Espanoles S.A., Porto Real  | Mexico (1994) → Sea Guardian (1994) → TMM Mexico (1996) → 2000 CP → Lykes Commander (2001) → TMM Mexico (2004) → Krittika (2005) → MSC Krittika (2013) |
| 2000 (1994) | TMM Puebla             | 9102722    | 30.971 GT | 2394 TEU  | Astilleros Espanoles S.A., Porto Real  | Joseph Lykes (1994) → Med Fos (1996) → ZIM Venezia I (1997) → Joseph (1998)→ 2000 CP → TMM Puebla (2000) / CP Puebla (2005) → MSC Canberra |
| 2000 (1994) | TMM Sonora             | 9051480    | 30.971 GT | 2394 TEU  | Astilleros Espanoles S.A., Porto Real  | Sonora (1994) → Hoston Express (1999) → 2000 CP → TMM Sonora (2000) → CP Sonora (2005) → MSC Elena → abgewrackt |
| 2000        | Direct Condor (II)     | 9155365    | 18.335 GT | 1718 TEU  | Binjiang Shipyard, Jiangsu             | CP Condor (2005) → Melbourne Express (2006) → Hansa Flensburg (2006) → A Flensburg (2024) |
| 2000        | Direct Jabiru (II)     | 9155377    | 18.335 GT | 1718 TEU  | Binjiang Shipyard, Jiangsu             | CP Jabiru (2005) → Hansa Rendsburg (2006) → SLS Azure (2024) |
| 2000        | Direct Kestrel (II)    | 9155389    | 1.8335 GT | 1718 TEU  | Binjiang Shipyard, Jiangsu             | Hansa Sonderburg (2000) → Direct Kestrel (2001) → CP Kestrel (2005) → Hansa Sonderburg (2006) → Anthea (2010) → YM Dalian (2011) → Anthea (2012) → MTT Pasir Gudang (2016) → Crystal St. Petersburg (2023)                                                                                                 |
| 2000 (1997) | Direct Kiwi (II)       | 9123532    | 18.335 GT | 1718 TEU  | Binjiang Shipyard, Jiangsu             | Libra Houston (1997) → Direct Kiwi (1998) 2005: CP Kiwi → Libra Equador → Helen Schulte (2009) → MSC Melaka (2010) → 2013 Abbruch in Alang |
| 2000        | Lykes Eagle (II)       | 9224049    | 23.652 GT | 2078 TEU  | Stocznia Gdanska S.A., Gdynia          | Clivia (2000) → Lykes Egale (2000) → CP Eagle (2005) → Canberra Express (2006) → MSC Shirley (2015) |
| 2001        | TMM Tabasco            | 9224051    | 23.652 GT | 2078 TEU  | Stocznia Gdanska S.A., Gdynia          | CP Tabasco (2005) → Wellington Express (2006) → MSC Rhiannon (2015) |
| 2000        | TMM Chiapas            | 9221059    | 23.652 GT | 2078 TEU  | Stocznia Gdanska S.A., Gdynia          | Hansa Arendal (2005) → Easline Quingdao (2016) → MSC Qingdao F (2022) |
| 2001 (1986) | Lykes Achiever         | 8406298    | 40.345 GT | 3266 TEU  | China SB Corp., Kaohsiung              | Ming Pleasure (1986) → 2001 CP → CP Achiever (2005) → Veracruz Express (2006) → Vera → 2013 Verschrottung in Alang |
| 2001 (1986) | Lykes Ambassador       | 8501426    | 40.345 GT | 3266 TEU  | China SB Corp., Kaohsiung              | Ming Plenty (1986) → 2001 CP → Lykes Ambassador →CP Ambassador (II) (2005) → Lykes Ambassarod (2006) → Altamira Express (2007) → Altamira → 2013 Abbruch in Alang |
| 2001 (1987) | Lykes Challenger       | 8406274    | 40.345 GT | 3266 TEU  | China SB Corp., Kaohsiung              | Ming Peace (1986) → 2001 CP → Lykes Challenger (2001) → CP Challenger (2005) → Rome Express (2006) → Exp (2013) → 2014 Abbruch in Alang |
| 2001 (1987) | TMM Jalisco            | 8501452    | 40.345 GT | 3266 TEU  | China SB Corp., Kaohsiung              | Ming Progress (1986)→ 2001 CP → TMM Jalisco (2001) → CP Jalisco (2005) → Genoa Express (2006) → Noa (2013) → 2014 Abbruch in Alang |
| 2001 (1987) | TMM Sinaloa            | 8406286    | 40.345 GT | 3266 TEU  | China SB Corp., Kaohsiung              | Ming Promotion (1987) → 2001 CP → TMM Sinaloa (2001) → CP Sinaloa (2005) → Barcelona Express (2009) → Elona (2013) → 2013 Abbruch in Alang |
| 2001 (1986) | TMM Hermosillo         | 8406262    | 40.345 GT | 3266 TEU  | China SB Corp., Kaohsiung              | Ming Propitious (1986) → TMM Hermosillo (2000) → 2001 CP → CP Hermosillo (2005) → Madrid Express (2006) → Madrid (2013) → 2013 Abbruch in Alang |
| 2002        | Contship Aurora        | 9232565    | 46.009 GT | 4115 TEU  | Daewoo SB & Marine Eng. Co. Ltd., Okpo | Contship Aurora (2002) → CP Aurora (2005) → Mærsk Dexter (2006) → Liverpool Express (2007) |
| 2002        | Contship Australis     | 9232577    | 46.009 GT | 4115 TEU  | Daewoo SB & Marine Eng. Co. Ltd., Okpo | Contship Australis (2002) → CP Australis (2005) → Mærsk Dale (2006) → Dublin Express (2007) → so in Fahrt |
| 2002        | Contship Borealis      | 9232589    | 46.009 GT | 4115 TEU  | Daewoo SB & Marine Eng. Co. Ltd., Okpo | Contship Borealis (2002) → CP Borealis (2005) → Mærsk Dayton (2006) → Glasgow Express (2007) → so in Fahrt |
| 2002 (1991) | Lykes Motivator        | 8905969    | 37.474 GT | 2690 TEU  | Samsung SB & Heavy Ind. Co. Ltd., Koje | CGM Pascal (1991) → Nedlloyd Pascal (1995) → Nedloyd Pascal (1998) → CGM Pascal (1998) → Ville de Jupiter (2000) → Jupiter (2000) → Lykes Motivator (2000) → 2002 CP → CP Motivator (2005) → Livorno Express (2006) → 2015 Abbruch in Aliaga                                                               |
| 2002 (1997) | Canmar Promise         | 9141792    | 21.531 GT | 2061 TEU  | Flender-Werft GmbH, Lübeck             | P&O Nedlloyd Rio Gra (1997) → 2002 CP → Canmar Promise (2002) → CP Promise (2005) → CMA CGM Lagos (2006) → Santa Giorgina (2009) → Cielo di Rabat (2015) → in Dienst |
| 2002 (1998) | Lykes Crusader         | 9169029    | 15.864 GT | 1733 TEU  | HDW-Deutsche Werft AG, Kiel            | Norasia Samantha (1998) → ADCL Samantha (2000) → Ayrshire (2001) → 2002 CP → Safmarine Prime (2003) → Lykes Crusader (2004) → CP Crusader (2005) → MSC Edith (2005) → In Dienst |
| 2002 (1999) | Lykes Master           | 9162605    | 15.864 GT | 1733 TEU  | HDW-Deutsche Werft AG, Kiel            | Norasia Sultana (1999) → ADCL Sultana (2000) → Perth (2001) → 2002 CP → Lykes Master (2004) → CP Master (2005) → Perth (2006) → MSC Kiwi (2008) → Ocean Producer (2010) → Ocean (2012) → 2012 Abbruch in Alang                                                                                             |
| 2002 (1997) | TMM Oaxaca             | 9157131    | 11.153 GT | 1141 TEU  | Aker-MTW-Schiffswerft GmbH, Wismar     | Rahana (1997) → Rahana Rostock (1997) → SCL Iberia (1998) → Safmarine Iberia (2000) → 2002 CP → YM Genova (2002) → Rahana (2003) → TMM Oaxaca (2004) → Rahana (2006) → Setubal (2008) → CS Setubal (2009) → Setuba → 2020 Abbruch in Gadani                                                                |
| 2003        | Lykes Flyer            | 9243198    | 40.146 GT | 3237 TEU  | China SB Corp., Kaohsiung              | Lykes Flyer (2003) → CP Denali (2005) → BW Suez Everett (2006) → Washington Express (2011) → in Dienst |
| 2002        | Lykes Ranger           | 9243162    | 40.146 GT | 3237 TEU  | China SB Corp., Kaohsiung              | Lykes Ranger (2002) → CP Everglades (2005) → Charleston Express (2007) |
| 2002        | TMM Colima             | 9243174    | 40.146 GT | 3237 TEU  | China SB Corp., Kaohsiung              | 232M Container Carri (2002) → TMM Colima (2002) → Contship Tenacity (2005) → CP Shenadoa (2005) → Yorktown Express (2007) |
| 2003        | TMM Yucatan            | 9243203    | 40.146 GT | 3237 TEU  | China SB Corp., Kaohsiung              | CP Yosmite (2005) → Philadelphia Express (2006) → in Dienst |
| 2002        | TMM Guanajuato         | 9243186    | 40.146 GT | 3237 TEU  | China SB Corp., Kaohsiung              | TMM Guanajuato (2002) → CP Yellowstone (2005) → St Louis Express (2006) → in Dienst |
| 2003        | Canmar Spirit          | 9253741    | 55.994 GT | 4402 TEU  | Daewoo SB & Marine Eng. Co. Ltd., Okpo | CP Spirit (2005) → Montreal Express (2006) → in Dienst |
| 2003        | Canmar Venture         | 9253727    | 55.994 GT | 4402 TEU  | Daewoo SB & Marine Eng. Co. Ltd., Okpo | CP Venture (2005) → Toronto Express (2006) → in Dienst |
| 2003        | Contship Indigo        | 9238753    | 39.941 GT | 4311 TEU  | Samsung SB & Heavy Ind. Co. Ltd., Koje | TMM Chihuahua (2003) → APL Panama (2003) → Contship Indigo (2004) → CP Indigo (2005) → Bavariress (2006) → Bavaria Express (2012) → Bauiria (2012) → Bavari (2012) → Bavaria (2012) → in Dienst |
| 2003        | Contship Tamarind      | 9238765    | 39.941 GT | 4311 TEU  | Samsung SB & Heavy Ind. Co. Ltd., Koje | APL Honduras (2003) → Contship Tamarind (2004) → CP Tamarind (2005) → Thuringia Express (2006) → Thuridhn (2012) → Thuringia (2012) |
| 2003        | Lykes Provider         | 9233856    | 39.941 GT | 4311 TEU  | Samsung SB & Heavy Ind. Co. Ltd., Koje | Lykes Provider (2003) → CP Provider (2005) → Holsatia Express (2006) → Holsatia (2012) → in Dienst |
| 2003        | Lykes Deliverer        | 9233832    | 39.941 GT | 4311 TEU  | Samsung SB & Heavy Ind. Co. Ltd., Koje | Lykes Deliverer (2003) → CP Deliverer (2005) → Westfalia Express (2006) → Qingdao Tower (2010) → in Dienst |
| 2003        | TMM Monterrey          | 9233844    | 39.941 GT | 4311 TEU  | Samsung SB & Heavy Ind. Co. Ltd., Koje | TMM Monterrey (2003) → CP Monterrey (2005) → Saxonia Express (2006) → Naoya Tower (2011) → Nagoya Tower (2011) → in Dienst |
| 2003        | TMM Aguascelientes     |            | 39.941 GT | 4311 TEU  | Samsung SB & Heavy Ind. Co. Ltd., Koje | in Dienst |
| 2003 (1994) | Contship Champion (II) | 9064865    | 35.595 GT | 3538 TEU  | Hyundai Heavy Industries Ltd., Ulsan   | Ville de Vela (1994) → Contship Champion (2002) → 2003 CP / CP Champion (2005) → Indiamex New York → Kalani → Northern Relliance (2011) → verschrottet |
| 2003 (1994) | Contship Innovator     | 9064877    | 35.595 GT | 3538 TEU  | Hyundai Heavy Industries Ltd., Ulsan   | Ville de Libra (1994) → Contship Innovator (2002) → 2003 CP → CP Innovator (2005) → Indamex Mumbai → Northern Faith → Faith → verschrottet |
| 2003 (1996) | Lykes Innovator        | 9155107    | 29.115 GT | 2808 TEU  | Hyundai Heavy Industries Ltd., Ulsan   | Nortern Vision (1996) → CMBT Erebus (1997) → Safmarine Erebus (2001) → Lykes Innovator (2001) → MSC Bremen (2003) → MSC Maria Pia (2004) → so in Fahrt |
| 2003        | Lykes Envoy            | 9241463    | 25.407 GT | 2478 TEU  | Aker-MTW-Schiffswerft GmbH, Wismar     | Nordpacific (2003) → Lykes Envoy (2003) → CP Envoy (2005) → Libra Corcovado (2005) → Corcovado (2011) → so in Fahrt |
| 2003 (1994) | Lykes Racer            | 9060297    | 16.915 GT | 1576 TEU  | Hanjin Heavy Industries Ltd., Ulsan    | Nedlloyd Rio (1994) → Nedlloyd Lagos (1996) → P&O Nedlloyd Lagos (1998) → P&O Nedlloyd Everest (2003) → / 2003 CP → Triumph (2006) → CMA CGM Itajai (2010) → MSC Java (2010) → 2017 Abbruch in Chittagong                                                                                                  |
| 2003 (1994) | TMM Durango            | 9072111    | 11.062 GT | 1048 TEU  | J.J. Sietas, Hamburg                   | Antje (1994) → Lanka Amila (1994) → Maersk Libreville (1997) → Kent Merchant (1998) → P&O Nedlloyd San Ped (1999) → MSC Nigeria (2001) → 2003 CP → TMM Duango (2004) → CMA CGM Simba (2005) → 2017 Abbruch in Alang                                                                                        |
| 2004 (1989) | TMM Campeche           | 8714229    | 35.958 GT | 3032 TEU  | Daewoo SB & Marine Eng. Company, Okpo  | Choyang Park (1989) → TMM Campeche (2004) → 2004 CP → CP Campeche (2005) → New Orleans Express (2006) → 2014 Abbruch in Jiangyin |

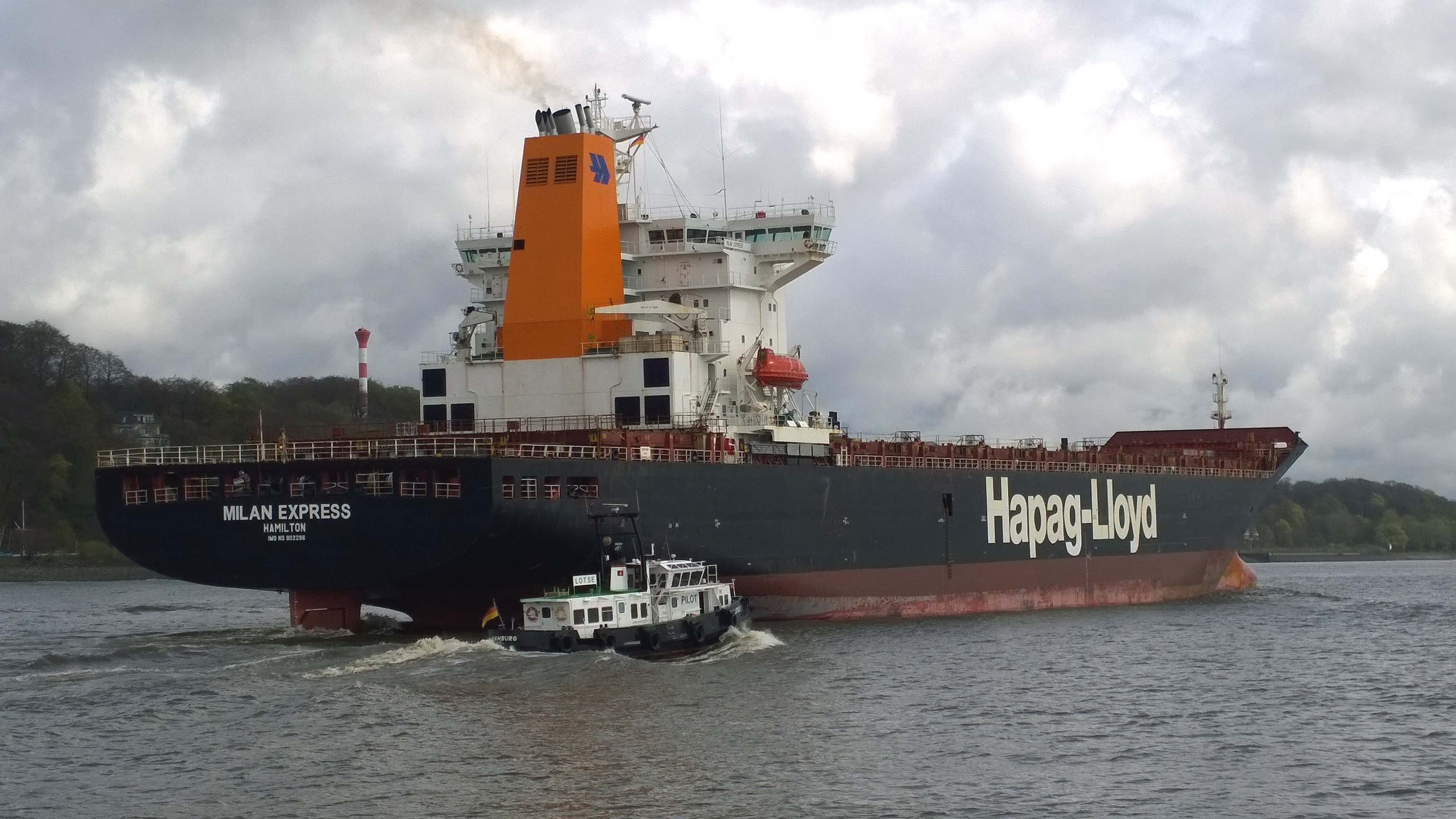
Hapag-Lloyd Milan Express ex CP Los Angeles auf der Elbe, Ziel Hafen Hamburg

| 2004 (1994) | Lykes Pathfinder       | 9003304    | 30.526 GT | 2420 TEU  | Stocznia Gdanska, Gdynia               | Sea Star, Sea Musketeer (1994) → Amaja (1994) → Charles de Foucauld (1994) → Delaware Bay (1994) → Choyang Grace (1995) → Sea Star (1997) → Amaja (1999) → Dal East London (2002) → Lykes Pathfinder (2004) → 2004 CP → CP Pathfinder (2005) → Amaja (2006) → Anafi (2007) → MSC Anafi (2008) → abgewrackt |
| 2004 (1997) | TMM Hidalgo            | 9123221    | 16.799 GT | 1730 TEU  | Stocznia Gdanska, Gdynia               | Jan Ritscher (1997) → Santa Paula (1997) → CSAV Barcelona (1998) → TMM Manzanillo (2001) → Ivory Star (2001) → Delmas Tourville (2002) → TMM Hidalgo (2003) → 2004 CP → Adrian (2006) → Alexandra N (2013) → MSC Elsa 3 (2015) → am 25. Mai 2025 im Arabischen Meer gesunken                               |
| 2004 (1995) | Lykes Commodore        | 9106625    | 11.964 GT | 1104 TEU  | Volkswerft, Stralsund                  | 1995 Santa Paula, 1997 MSC Panama, 2004 zu CP Lykes Commodore, 2005 CP Commodore, 2006 Katrin S, 2007 CCNI Altamira, 2008 CSAV Dominicana, 2008 Katrin S, 2013 Meratus Malino |
| 2005 (1998) | CP San Francisco       |            | 25.359 GT | 2474 TEU  | Volkswerft, Stralsund                  | 1998: / 2005 CP / In Dienst |
| 2005 (1998) | CP Los Angeles         |            | 25.359 GT | 2474 TEU  | Volkswerft, Stralsund                  | 1998: / 2005 CP / In Dienst |
| 2005 (1998) | CP Seattle             |            | 25.359 GT | 2474 TEU  | Volkswerft, Stralsund                  | 1998: / 2005 CP / In Dienst |
| 2006        | Cp Kanha               | 9301770    | 42.000 GT | 4250 TEU  | Samsung SB & Heavy Ind. Company, Koje  | New Delhi Express (2006) → New Delhi Express (2006) → Seaspan New Delhi (2017) → so in Fahrt |
| 2006        | CP Corbett             | 9301782    | 42.000 GT | 4250 TEU  | Samsung SB & Heavy Ind. Company, Koje  | 2006 Dubai Express, 2018 Seaspan Dubai |
| 2006        | CP Jasper              | 9301809    | 42.000 GT | 4250 TEU  | Samsung SB & Heavy Ind. Company, Koje  | Saigon Express (2006) → Seaspan Saigon (2016) → so in Fahrt |
| 2006        | CP Galapagos           | 9301811    | 42.000 GT | 4250 TEU  | Samsung SB & Heavy Ind. Company, Koje  | Lahore Express (2006) → Seaspan Lahore (2016) → so in Fahrt |
| 2006        | CP Dartmoor            | 9301794    | 42.000 GT | 4250 TEU  | Samsung SB & Heavy Ind. Company, Koje  | Jakarta Express (2006) → Seaspan Jakarta (2017) → so in Fahrt |
| 2006        | Rio Grande Express     | 9301823    | 42.000 GT | 4250 TEU  | Samsung SB & Heavy Ind. Company, Koje  | so in Fahrt |
| 2006        | Rio De Janeiro Express | 9301847    | 42.000 GT | 4250 TEU  | Samsung SB & Heavy Ind. Company, Koje  | 2017 Seaspan Rio de Janeiro |
| 2006        | Manila Express         | 9301859    | 42.000 GT | 4250 TEU  | Samsung SB & Heavy Ind. Company, Koje  | 2017 Seaspan Manila, 2022 Rena P |

- GT = Gross Tonnage / BRT / BRZ